# هوتیای کوبایی
هوتیای کوبایی (نام علمی: Capromys pilorides) نام یک گونه از تیره هوتیا است.